# Special Olympics Jamaika
Special Olympics Jamaika (englisch: Special Olympics Jamaica) ist der jamaikanische Verband von Special Olympics International, der weltweit größten Sportbewegung für Menschen mit geistiger Beeinträchtigung und Mehrfachbeeinträchtigung. Ziel ist die sportliche Förderung dieser Personengruppe und die Sensibilisierung der Gesellschaft für sie. Außerdem betreut der Verband die jamaikanischen Athletinnen und Athleten bei den Special Olympics Wettbewerben.

## Geschichte
Special Olympics Jamaika wurde 1978 mit Sitz in Kingston gegründet.

## Aktivitäten
2021 waren 4.029 Athletinnen, Athleten und Unified Partner sowie 150 Trainer bei Special Olympics Jamaika registriert. Der Verband nahm 2022 an den Programmen Law Enforcement Torch Run (LETR), Athlete Leadership, Young Athletes, Motor Activities Training Program (MATP) und Family Support Network teil, die von Special Olympics International ins Leben gerufen worden waren.

### Sportarten
Folgende Sportarten wurden 2022 vom Verband angeboten: 
- Badminton (Special Olympics)
- Basketball (Special Olympics)
- Boccia (Special Olympics)
- Cricket
- Floorball
- Floor Hockey
- Fußball (Special Olympics)
- Leichtathletik (Special Olympics)
- Roller Skating (Special Olympics)
- Schwimmen (Special Olympics) und Freiwasserschwimmen
- Volleyball (Special Olympics)

### Teilnahme an Weltspielen vor 2020
(Quelle:)
- 2011 Special Olympics World Summer Games, Athen
- 2013 Special Olympics World Winter Games, PyeongChang, Südkorea
- 2015 Special Olympics World Summer Games, Los Angeles, USA
- 2017 Special Olympics World Winter Games, Graz-Schladming-Ramsau, Österreich
- 2019 Special Olympics, World Summer Games, Abu Dhabi (73 Athletinnen und Athleten): 14 Goldmedaillen, 10 Silbermedaillen, 8 Bronzemedaillen[2][3]

### Teilnahme an den Special Olympics World Summer Games 2023 in Berlin
Special Olympics Jamaika nahm an den Special Olympics World Summer Games 2023 teil. Die Delegation aus 65 Personen wurde vor den Spielen im Rahmen des Host Town Program von Schwetzingen und Wiesloch betreut. Das Team gewann bei diesen Weltspielen acht Gold-, sieben Silber- und drei Bronzemedaillen.

### Teilnahme an Weltspielen nach 2023
- 2025 Special Olympics World Winter Games, Turin, Italien (10 Athletinnen und Athleten)[7]